# Wayne Static

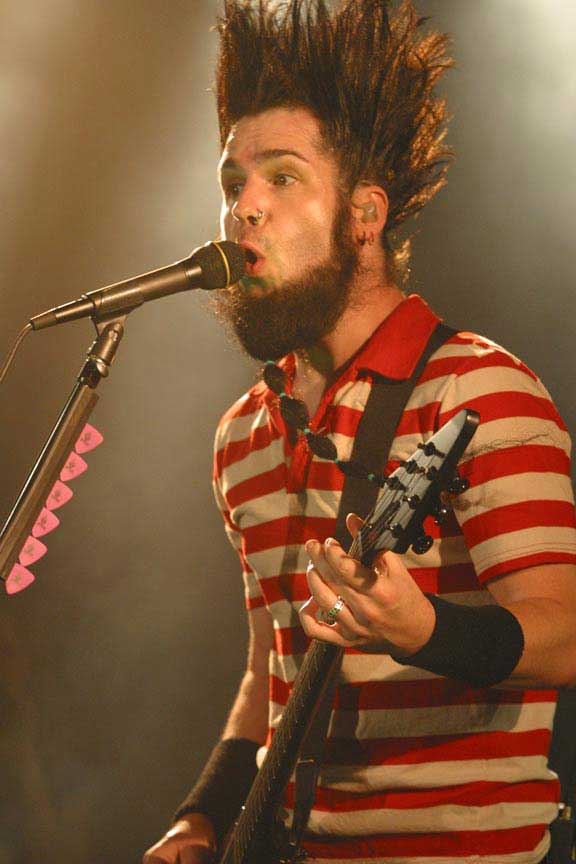
Wayne Static (2007)

Wayne Static (* 4. November 1965 in Muskegon, Michigan als Wayne Richard Wells; † 1. November 2014) war ein US-amerikanischer Rockmusiker. Bekannt wurde er als Rhythmusgitarrist und Sänger der Alternative-Metal-Band Static-X.

## Leben
1994 gründete Wayne Static zusammen mit dem Schlagzeuger Ken Jay die Band Deep Blue Dream. 1995 erfolgte die Umbenennung in Static; ab 1997 war die Gruppe als Static-X aktiv. Am 23. März 1999 erschien deren Debütalbum Wisconsin Death Trip, das 2001 folgende Album Machine konnte bis auf Platz 11 der US-Charts vorstoßen.
Während der „Cannibal Killers“-Tour im Jahr 2007 lernte Wayne Static die Pornodarstellerin Tera Wray kennen, die er Anfang 2008 in Las Vegas heiratete. Sowohl das 2009 erschienene Album Cult Of Static als auch die darauf befindliche Single Stingwray widmete Static seiner Ehefrau.
Anfang 2010 ließ Static verlauten, dass Static-X eine Pause einlegen werde und der langjährige Bassist Tony Campos die Band verlassen habe. Während dieser Auszeit arbeitete er alleine an seinem ersten Soloalbum Pighammer, das am 4. Oktober 2011 erschien. Die anschließende Tour dauerte bis Anfang 2012. Danach wollte Static wieder mit Static-X arbeiten, aufgrund von Unstimmigkeiten zwischen den Bandmitgliedern kam es jedoch nicht dazu. Daraufhin ging Static mit seiner eigenen Solo-Band unter dem Bandnamen Static-X auf Tour. Es folgte ein Rechtsstreit um die Namensrechte mit Tony Campos, in deren Folge Static-X im Laufe des Jahres 2013 endgültig aufgelöst wurde.
Am 1. November 2014 und damit zwei Tage vor Start einer US-Tour mit Powerman 5000 und American Head Charge und einer erst Ende Oktober angekündigten internationalen Tour für Anfang 2015 mit Drowning Pool wurde bekannt, dass Static im Schlaf verstorben war. Aufkommenden Gerüchten um eine mögliche Überdosis als Ursache für Statics Tod trat das Management des Musikers entgegen: Static sei seit 2009 clean gewesen und habe seither Abstand von harten Drogen genommen. Gerichtsmedizinische Untersuchungen kamen zum Ergebnis, dass Statics Tod auf die Einnahme einer toxischen Mischung verschreibungspflichtiger Medikamente zur Schmerzlinderung und Sedierung in Kombination mit dem Konsum größerer Mengen an Alkohol zurückzuführen ist. Am 13. Januar 2016 nahm sich seine Witwe Tera Wray Static, die seit dem Tod von Wayne Static an Depressionen litt, das Leben.
Gitarrist Koichi Fukuda, Bassist Tony Campos und Drummer Ken Jay haben am 10. Juli 2020 das neue Static-X Album Project Regeneration - Vol. 1 veröffentlicht. Produziert wurde es wieder von Ulrich Wild. Dazu wurden alte Gesangsaufnahmen von Wayne Static verwendet als auch ein Feature mit Gastmusiker Al Jourgensen.
Es kam so viel Material zusammen, das man sich entschlossen hatte, der Welt zwei Veröffentlichungen zu bescheren. So kam das Album Project Regeneration - Vol. 2 im Januar 2024 in die Läden.

## Besetzung der Solo-Band
- Wayne Static (Gesang, Rhythmus-Gitarre, Keyboard)
- Ashes (Lead-Gitarre)
- Brent Ashley (E-Bass, Gesang)
- Sean Davidson (Schlagzeug)

## Diskografie

### Mit Static-X (Auswahl)
- 1999: Wisconsin Death Trip
- 2001: Machine
- 2003: Shadow Zone
- 2005: Start a War
- 2007: Cannibal
- 2009: Cult of Static

### Als Solokünstler
- 2011: Pighammer (US: Platz 97)[13]